# بی‌ان‌اس کاپاتخای
بی‌ان‌اس کاپاتخای (به انگلیسی: BNS Kapatakhaya) یک کشتی است که طول آن 59.5 meter می‌باشد. این کشتی در سال ۱۹۷۶ ساخته شد.